# 구월산
구월산(九月山)은 옛 문화현(文化縣)의 북쪽에 있으며, 현재 황해남도 은율군, 삼천군, 안악군, 은천군 등에 걸쳐 있는 산으로 높이 954m이다. 궁홀산, 증산, 아사달산, 삼위산(三危山) 등으로도 부른다. 구월산맥의 일부에 속한다.

## 개요
구월산이라는 말은 이 산이 소재하는 옛 문화현(文化縣)의 고구려 시대의 지명인 궁홀(弓忽), 또는 궁올(弓兀)에서 유래하였다고 전하는데, 이것이 궐구(闕口)로 변하였고, 다시 미화되어 구월산으로 되었다는 이야기가 있다.
또한 민간인 사이에서는 단군(檀君)이 아사달에서 9월 9일에 승천하여 신(神)이 되었으므로 구월산이라 일컫게 되었다는 이야기도 있다.
주요 봉우리들은 주가봉·단군봉·인황봉 등 909개 봉이라 전해지는 수많은 봉우리로 이루어져 있으며, 최고봉은 사왕봉으로 954m이다. 백두산, 묘향산, 금강산, 칠보산, 지리산과 함께 한반도의 명산 가운데 하나이다.

## 명승 및 유적
단군이 고조선을 평양에 세웠다가 당장경으로 도읍을 옮겼는데, 당장경을 구월산에 비정하는 견해가 있다. 그런 까닭에 부근에는 삼성사(三聖祠), 단군굴 등 단군 관련 유적이 산재(散在)해 있다. 불교 관련 유적으로는 신라 애장왕 때 창건했다는 패엽사(貝葉寺: 6.25전쟁 때 소실)를 비롯하여 월정사·흥률사·낙산사·달마사 등 많은 절이 있다. 한편 최고봉인 사황봉에는 과거 황해도 5대(大) 산성의 하나이며 둘레가 4km에 달하는 구월산성의 옛터가 있다. 옛날에는 군기와 군량을 보관하는 창고가 있었다. 그 밖에 유명한 청자기를 굽던 고려 요지(窯地)와 아름다운 오경루(五更樓)가 있다.
산중에는 용연폭포를 비롯하여 수많은 폭포가 있고 부연(釜淵)·마연(馬淵)·요연(腰淵) 등 산수의 절경과 7년간의 왕가뭄에도 마르지 않는다는 석담(石潭)·고요연(高腰淵) 등이 있다. 또 신라 때 발견되었다는 달천온천이 있다.

### 관광
북한의 여름 휴양지가 대부분 구월산에 위치해 있다. 구월산은 공기가 맑고 경치가 황홀하여, 조선민주주의인민공화국 당국에서 자연보호구역으로 지정되었다.

## 같이 보기
- 백두산(白頭山)
- 묘향산(妙香山)
- 금강산(金剛山)
- 칠보산(七寶山)
- 지리산(智異山)
- 옥련산(玉蓮山)
- 장수산(長壽山)
- 한국의 산